# Wenham
Wenham – miasto w Stanach Zjednoczonych, w stanie Massachusetts, w hrabstwie Essex.